# Paolo Silvestri (sciatore)
Paolo Silvestri (Livigno, 23 gennaio 1967) è un ex sciatore freestyle italiano.

## Biografia
Nato a Livigno, in provincia di Sondrio, nel 1967, a 25 anni ha partecipato ai Giochi olimpici di Albertville 1992, nelle quali il freestyle faceva il suo esordio olimpico, nella gara di gobbe, concludendo le qualificazioni al 38º posto, con 15.44 punti, non riuscendo ad arrivare in finale, alla quale accedevano i primi 16.
L'anno successivo ha preso parte ai Mondiali di Altenmarkt im Pongau, in Austria, sempre nelle gobbe, terminando 47°.